# Nezvano vršenje tuđih poslova
Nezvano vršenje tuđih poslova ili poslovodstvo bez naloga (лат. negotiorum gestio) je vršenje tuđih pravnih ili materijalnih poslova u cilju zaštite tuđih interesa. Lica se zovu poslovođa bez naloga i onaj čiji je posao.

## Opšte pravilo
Niko ne treba da se mješa u tuđe poslove. Može se nezvano pristupiti samo ako posao ne trpi odlaganje te predstoji neminovna šteta ili očigledno propuštanje koristi.
Pojam i pretpostavke (ZOO 220)
(1) Poslovodstvo bez naloga je vršenje tuđih poslova, pravnih ili materijalnih, bez naloga ili
ovlaštenja, ali za račun onoga čiji su poslovi, a radi zaštite njegovih interesa.
(2) Obavljanju tuđeg posla može se nezvano pristupiti samo ako posao ne trpi odlaganje, te
predstoji šteta ili propuštanje očigledne koristi.

## Obaveze i prava poslovođe bez naloga
Obaveze poslovođe bez naloga (ZOO 221)
(1) Poslovođa bez naloga dužan je obavijestiti o svom postupku što je moguće prije onog čiji je
posao i nastaviti započeti posao, ako mu je to razumno moguće, dok ovaj ne bude mogao
preuzeti brigu o njemu.
(2) Nakon svršenog posla on je dužan položiti račun i ustupiti onome čiji je posao sve što je
pribavio obavljajući njegov posao.
(3) Ako nije što drugo zakonom naređeno, poslovođa bez naloga ima obaveze nalogoprimca.
Dužna pažnja i odgovornost (ZOO 222)
(1) Pri obavljanju tuđeg posla poslovođa bez naloga dužan je rukovoditi se stvarnim ili
vjerovatnim namjerama i potrebama onoga čiji je posao.
(2) On je dužan postupiti s pažnjom dobrog poduzetnika odnosno dobrog domaćina.
(3) Sud može, s obzirom na okolnosti u kojima se neko nezvano prihvatio tuđeg posla, smanjiti
njegovu odgovornost ili ga sasvim osloboditi odgovornosti za nepažnju.
(4) Za odgovornost poslovno nesposobnog poslovođe bez naloga važe pravila o njegovoj
ugovornoj i vanugovornoj odgovornosti.
Prava poslovođe bez naloga (ZOO 223)
(1) Poslovođa bez naloga koji je postupio u svemu kako treba i radio ono što su okolnosti
zahtijevale ima pravo zahtijevati da ga onaj čiji je posao obavljao oslobodi svih obaveza što
ih je zbog toga posla uzeo na sebe, da preuzme sve obaveze koje je zaključio u njegovo ime,
da mu naknadi sve nužne i korisne izdatke, kao i da mu naknadi pretrpljenu štetu, čak i ako
očekivani rezultat nije postignut.
(2) Njemu pripada i primjerena naknada za trud, ako je otklonio štetu od lica čiji je posao ili ako
mu je pribavio korist koja odgovara u svemu njegovim namjerama i potrebama.

## Posebna pravila
Obavljanje tuđih poslova protiv zabrane
Odgovornost poslovođe (ZOO 226)
(1) Ko se prihvati tuđeg posla i pored zabrane lica čiji je posao, a za zabranu je znao ili je morao
znati, nema prava koja pripadaju poslovođi bez naloga.
(2) On odgovara za štetu koju je prouzrokovao miješanjem u tuđe poslove, čak i ako je do nje došlo bez njegove krivice.
(3) Međutim, kad je zabrana obavljanja posla protivna zakonu ili moralu, a naročito ako je neko zabranio da drugi ispuni neku njegovu zakonsku obavezu koja ne trpi odgađanje, važe opšta pravila o poslovodstvu bez naloga.

Nepravo poslovodstvo
Neovlašteno poslovodstvo za vlastiti račun (ZOO 227)
(1) Ko obavlja tuđi posao u namjeri da za sebe zadrži postignute koristi iako zna da je posao
tuđi, dužan je na zahtjev onoga čiji je posao položiti račun kao poslovođa bez naloga i
predati mu sve postignute koristi.
(2) Onaj čiji je posao može zahtijevati i vraćanje stvari u prethodno stanje, kao i naknadu štete.
Odobrenje
Odobrenje gospodara posla(ZOO 228)
Ako onaj čiji je posao naknadno odobri ono što je izvršeno, poslovođa bez naloga smatra se
nalogoprimcem koji je od početka radio po nalogu lica čiji je posao.